# Lisa Aitken
Lisa Aitken (* 16. Februar 1990 in Dundee) ist eine schottische Squashspielerin, die 2013 und 2014 für England angetreten war.

## Karriere
Lisa Aitken begann 2007 ihre Karriere und gewann bislang sieben Titel auf der PSA Squash Tour. Ihre höchste Platzierung in der Weltrangliste erreichte sie mit Rang 21 am 19. Dezember 2022. Mit der schottischen Nationalmannschaft nahm sie 2012 und 2022 an der Weltmeisterschaft sowie an mehreren Europameisterschaften teil. Sie gehörte außerdem bei den Commonwealth Games 2010 und 2018, den Weltmeisterschaften im Doppel und Mixed 2017 und den World Games 2017 zum schottischen Kader. 2010 sowie von 2018 bis 2020 wurde sie schottische Landesmeisterin.
Ab September 2013 spielte Aitken unter englischer Flagge auf der World Tour, da sie sich vom englischen Verband eine bessere Förderung versprach. Im August 2014 erkrankte sie bei einem Turnier in Malaysia am Denguefieber. Sie fiel, auch aufgrund von Folgeerkrankungen, für insgesamt zweieinhalb Jahre aus. Ihr Comeback gab Aitken, die fortan wieder unter schottischer Flagge spielte, im Januar 2017 in Edinburgh.

## Erfolge
- Gewonnene PSA-Titel: 7
- Schottische Meisterin: 4 Titel (2010, 2018–2020)